# 懷特貝爾萊克鎮區 (明尼蘇達州波普縣)
懷特貝爾萊克鎮區（英語：White Bear Lake Township）是位於美國明尼蘇達州波普縣的一個行政鎮區。

## 地方資料
懷特貝爾萊克鎮區的面積為89.67平方千米，當中陸地面積為85.22平方千米，而水域面積為4.45平方千米。根據2020年美國人口普查的數據，當地共有人口469人，而人口密度為每平方千米5.23人。